# Khasso-Wolof
Khasso-Wolof fou una entitat administrativa creada el 1880 dins la colònia del Senegal; va existir fins al 1892.
La van formar els regnes wòlof i els regnes del Khasso, la major parte dels khassonkés i un dels malinkés (de fet els malinkés i els khassonkés són identics) i la part de Kaarta conquerida el 1878 i que principalment incloïa el regne de Logo.